# 188973 Siufaiwing
188973 Siufaiwing este un asteroid din centura principală de asteroizi.

## Descriere
188973 Siufaiwing este un asteroid din centura principală de asteroizi. A fost descoperit pe 3 martie 2008 la XuYi în cadrul programului PMO NEO Survey. Asteroidul prezintă o orbită caracterizată de o semiaxă mare de 2,19 ua, o excentricitate de 0,10 și o înclinație de 5,4° în raport cu ecliptica.